# Mérida (Yucatán)

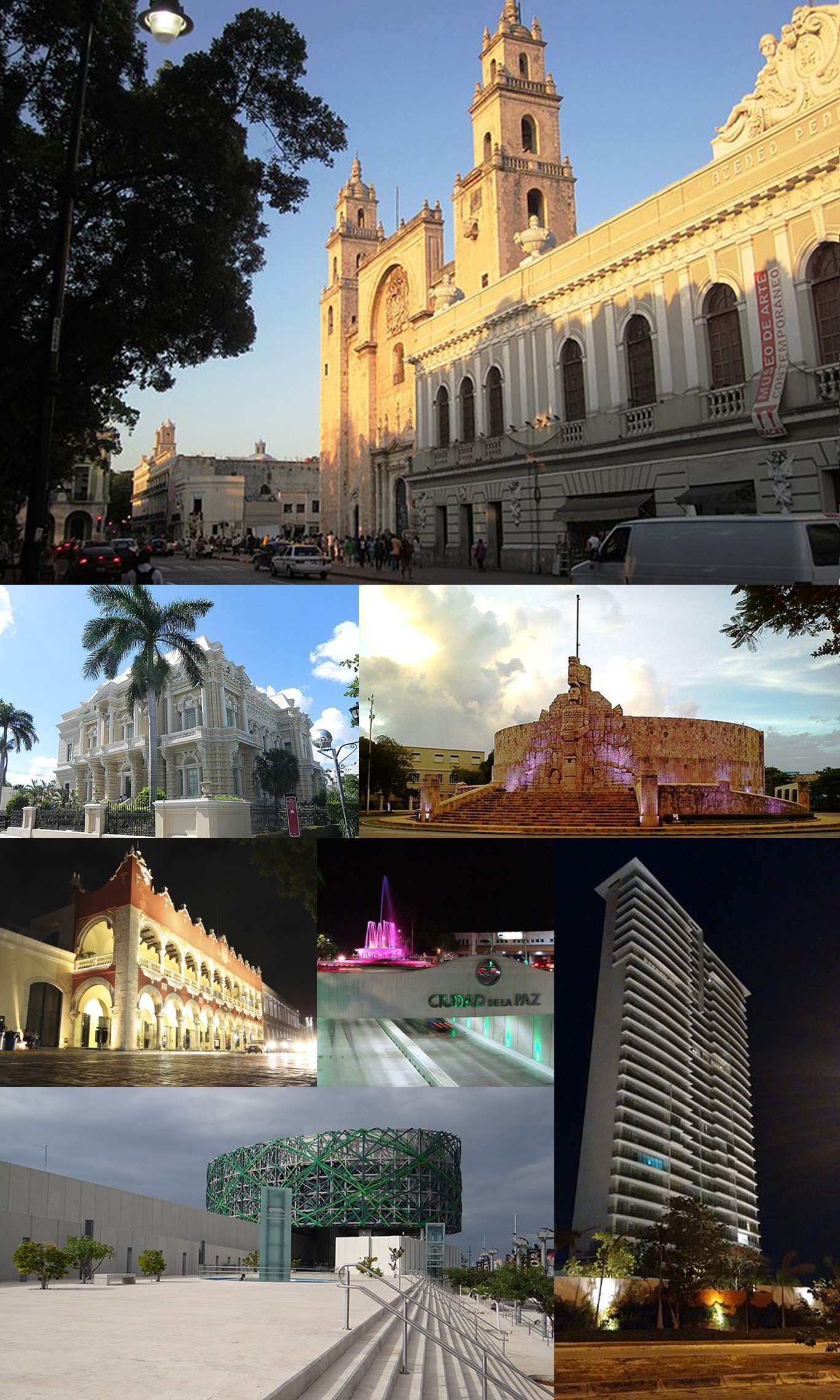
Collage van Mérida

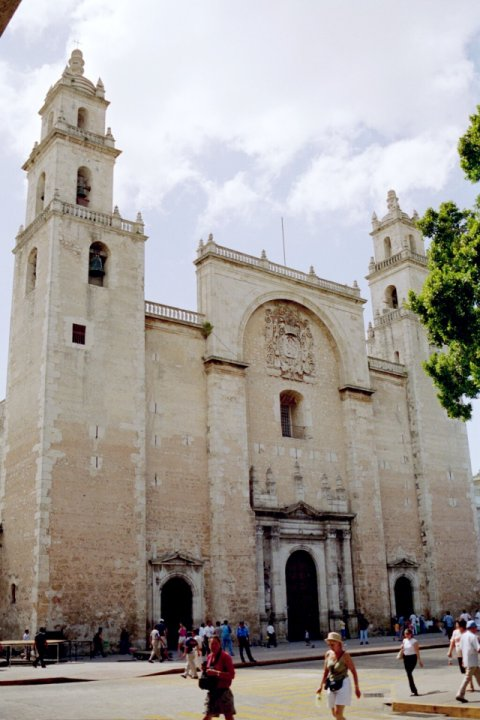
De kathedraal van Mérida

Mérida (Yucateeks Maya: T-Ho’) is de hoofdstad van Yucatán, een deelstaat van Mexico. Met 922.000 inwoners (census 2020) is het de op twaalf na grootste stad van Mexico. De agglomeratie Mérida bevat onder andere Kanasín en Umán en heeft zo'n 1.200.000 inwoners.

## Geschiedenis
Mérida werd gesticht in 1542 door de Spaanse conquistador Francisco de Montejo, bijgenaamd El Mozo. De stad werd gesticht op de plaats van een Mayanederzetting en is genoemd naar de gelijknamige stad in Extremadura in Spanje. In sommige koloniale gebouwen komen Maya-afbeeldingen voor, omdat men oude gebouwen 'hergebruikt' heeft. Vanwege de stadsmuren heeft Mérida zich in de koloniale tijd succesvol weten te verdedigen tegen Mayaopstanden. De kathedraal van Mérida werd gebouwd tussen 1561 en 1598, en is daarmee de oudste van Amerika.
In 1821 werd in Mérida de onafhankelijkheid van Yucatán uitgeroepen, maar al snel daarna werd besloten Yucatán bij Mexico aan te sluiten. In de jaren dertig en veertig van de negentiende eeuw was Mérida desalniettemin kortstondig de hoofdstad van de onafhankelijke Republiek Yucatán. Tijdens het Porfiriaat werd Mérida een welvarende stad door de productie van henequén in haar omgeving.
Mérida was de Amerikaanse cultuurhoofdstad in 2000.

## Stadsbeeld
Zoals de meeste koloniale steden, is het centrum van Mérida opgebouwd volgens een schaakbordsysteem. Straten die van noord naar zuid lopen hebben even nummers, en straten die van oost naar west lopen oneven. In het centrum, met als centrale plein het Plaza Grande, zijn vele koloniale gebouwen te bezichtigen. Aan dit plein bevinden zich de Casa de Montejo, het voormalige paleis van Montejo, de stichter van Mérida, het Palacio Municipal (raadhuis) en de kathedraal van Mérida. Dit is de zetel van het aartsbisdom Yucatán.
Aan de Calle 60 bevinden zich het Parque Hidalgo met daarnaast de Iglesia de Jesus (Kerk van Jezus), die in 1618 door jezuïeten als deel van hun klooster is gesticht. Haaks op de Calle 60 loopt de Calle 47, of Paseo Montejo, met talrijke villa's uit de 19e eeuw. Hier bevindt zich ook het Antropologisch en Geschiedkundig Museum.
Veel toeristen combineren een bezoek aan Yucatán met een bezoek aan het strand, of aan de ruïnes van Chichén Itzá die op circa 120 kilometer van de stad liggen. Passagiers van de cruiseschepen die bij Progreso aan land gaan bezoeken in Mérida de archeologische vindplaats Dzibilchaltún en de daarbij aanwezige cenotes. Mérida heeft een luchthaven, de Internationale Luchthaven Manuel Crescencio Rejón, en een universiteit, de Autonome Universiteit van Yucatán.
In de stad bevindt zich ook nog het Museum van het Yucateekse Lied dat ingaat op de geschiedenis en de belangrijkste vertolkers van dit muziekgenre.

## Politiek en bestuur

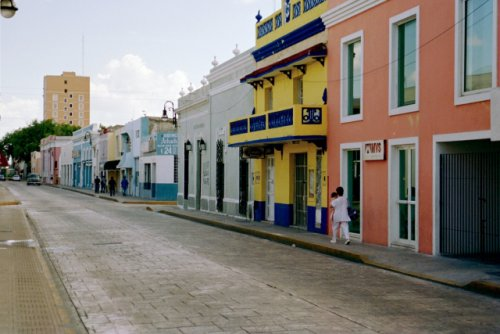
Mérida

Mérida zelf valt onder de gemeente Mérida, de voorsteden vallen onder andere gemeenten. Naast de stad horen er ook nog een paar kleinere plaatsjes bij de gemeente Mérida. De burgemeester van Mérida voor 2007-2010 was César Bojórquez Zapata van de Nationale Actiepartij (PAN).

## Andere namen
De oorspronkelijke Mayanaam van Mérida, die tegenwoordig ook nog wel wordt gebruikt, is Ti'ho. Een oude Mayanaam is Ichcaanzihó. De bijnaam van Mérida is La ciudad blanca (De witte stad). De herkomst van de naam kan refereren aan een oude legende over een witte stad met grote rijkdom. Een andere theorie is dat de stad zo schoon zou zijn. Vanwege de kleurrijke bebouwing is Mérida in werkelijkheid niet een "witte" stad.

## Geboren in Mérida
- Andrés Quintana Roo (1787-1857), politicus, schrijver en onafhankelijkheidsstrijder
- Juan Pío Pérez Vermont (1798-1859), schrijver en archeoloog
- José Jacinto Cuevas (1821-1878), componist
- Juan Crisóstomo Cano y Cano (1825-1847), militair
- Manuel Cepeda Peraza (1828-1869), militair en politicus
- José Rendón Peniche Peniche (1829-1887), zakenman en politicus
- Eligio Ancona Castillo (1836-1893), schrijver en politicus
- José Peón Contreras (1843-1907), medicus en toneelschrijver
- Antonio Ancona Albertos (1883-1954), schrijver en politicus
- Antonio Mediz Bolio (1884-1957), toneelschrijver en diplomaat
- Ermilo Abreu Gómez (1894-1971), schrijver
- Carlos Torre Repetto (1904-1978), schaker
- Silvio Zavala (1909-2014), historicus
- Carlos Loret de Mola Mediz (1921-1985), politicus en journalist
- Francisco Luna Kan (1925-2023), politicus
- Víctor Cervera Pacheco (1936-2004), politicus
- Carlos Castillo Peraza (1947-2000), politicus en journalist
- Ofelia Medina (1950), actrice, scenarioschrijver en activist
- Xavier Abreu Sierra (1950), politicus
- Beatriz Zavala (1957), politica
- Patricio Patrón (1957), politicus
- Ivonne Ortega (1972), politica
- Carlos Loret de Mola Badillo (1976), journalist en presentator
- Lupita López (1978), stierenvechter
- Henry Martín (1992), voetballer
- Alejandro Rejón (1997), dichter en cultuurpromotor